# Kommission Juncker

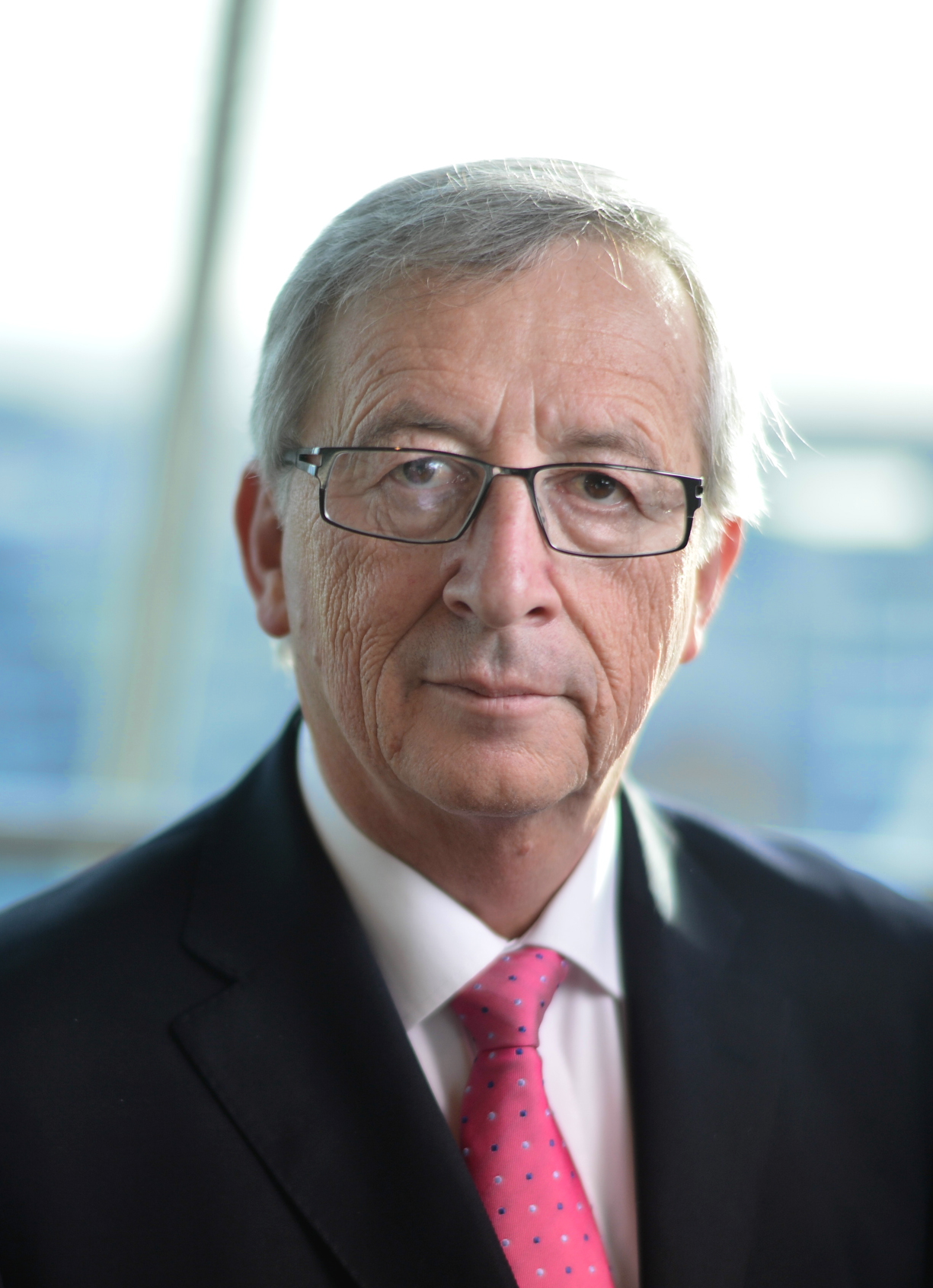
Jean-Claude Juncker, Präsident der Europäischen Kommission
(2014–2019)

Die Kommission Juncker nahm am 1. November 2014 als Nachfolgerin der Kommission Barroso II ihre Arbeit auf. Sie war die erste Europäische Kommission, zu der für das Amt des EU-Kommissionspräsidenten Spitzenkandidaten bei der Europawahl angetreten waren. Der Kommission gehörten neben dem Präsidenten 27 Kommissare an. Sie wurde vom Luxemburger Jean-Claude Juncker geleitet. Die neue Kommission war erstmals in Cluster eingeteilt, bei denen ein Vizepräsident der Kommission ein bestimmtes Aufgabenfeld leitet, dem dann mehrere Kommissare angehören und deren Bereiche in das jeweilige Cluster fallen.
Das Europaparlament stimmte am 22. Oktober den veränderten Ernennungen zu. Bei den Anhörungen, die ab dem 29. September 2014 stattfanden, waren nicht alle der vorgeschlagenen Kommissare akzeptiert worden. Kurz darauf wurde die Kommission auch vom Rat bestätigt.
Die Amtszeit endete offiziell am 31. Oktober 2019. Für die Folge-Kommission wurde Ursula von der Leyen am 16. Juli 2019 auf Vorschlag des Europäischen Rates durch das Europaparlament zur Präsidentin der Europäischen Kommission gewählt.

## Wahl der Kommission

### Wahl Junckers

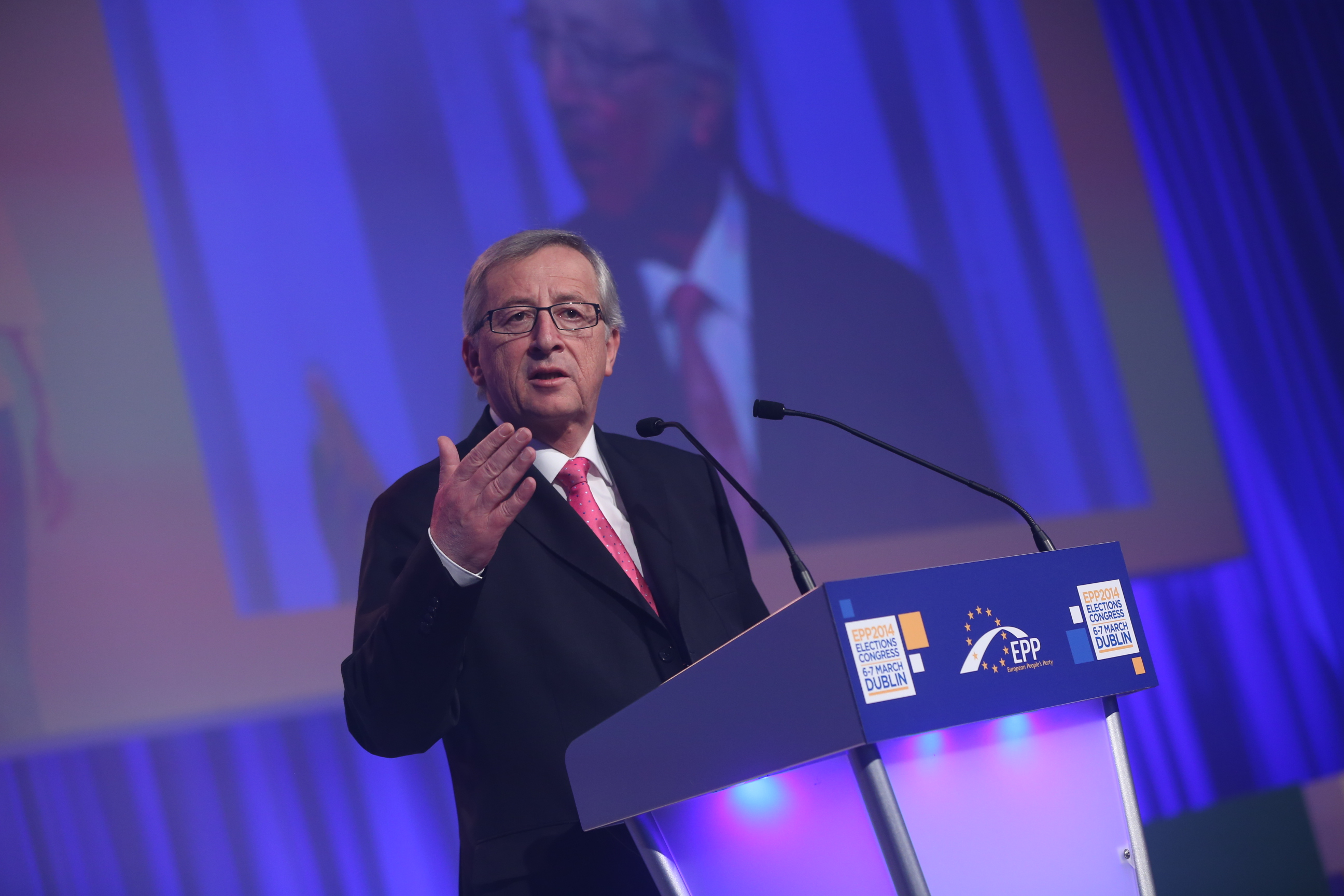
Jean-Claude Juncker bei seiner Bewerbungsrede 2014 beim Kongress der Europäischen Volkspartei in Dublin als EVP-Spitzenkandidat bei der Europawahl

Logo der Europäischen Kommission

Bei der Europawahl 2014 trat Jean-Claude Juncker als Spitzenkandidat der konservativen EVP an. Seine Konkurrenten waren für die sozialdemokratische SPE EU-Parlamentspräsident Martin Schulz, von der liberalen ALDE Guy Verhofstadt und EU-Wirtschafts- und Währungskommissar Olli Rehn, von den europäischen Grünen der EGP Ska Keller und José Bové sowie von der linken EL Alexis Tsipras.
Die EVP wurde mit 221 Sitzen stärkste Kraft im EU-Parlament.
Im Vorfeld von Junckers Nominierung durch den Europäischen Rat kam es zu weitreichenden Kontroversen zwischen den Regierungschefs der Mitgliedsstaaten, da sowohl der Brite David Cameron als auch der Ungar Viktor Orbán einen Spitzenkandidaten der bei der Wahl erfolgreichsten Europapartei ablehnten. Während der Kontroverse stellte sich Junckers Hauptkonkurrent bei der EU-Parlamentswahl, Martin Schulz, öffentlich hinter ihn, und sowohl Konservative als auch Sozialdemokraten, Sozialisten, Grüne und Liberale im EU-Parlament kündigten an, keinen anderen Kandidaten als Juncker zu akzeptieren.
EU-Ratspräsident Herman Van Rompuy wurde damit beauftragt, zwischen dem Europäischen Rat und dem EU-Parlament zu verhandeln. Schließlich wurde Juncker vom Europäischen Rat für das Amt des Präsidenten der EU-Kommission nominiert. Bei dieser Nominierung stimmte mit Großbritannien erstmals in der Geschichte der EU ein Staat gegen den gemeinsam nominierten Kandidaten.
Bei der Wahl durch das Europäische Parlament stimmten 422 Abgeordnete für Juncker, 250 gegen ihn, 47 enthielten sich, 10 Stimmen waren ungültig und 22 Abgeordnete stimmten nicht ab.

### Nominierung und Anhörungen der Kommissare
Vor der Europawahl hatte Juncker gesagt, er wünsche sich einen Frauenanteil von 40 % in seiner Kommission. Die Nominierungen der Mitgliedsländer entsprachen allerdings nicht seinem Wunsch; Juncker gab sich schließlich mit einer Beibehaltung des Status quo (9 Kommissarinnen) zufrieden. Auch diese Quote war jedoch nur schwer zu erreichen – bis 31. August hatten nur zwei der 27 Staaten Frauen vorgeschlagen. Laut dem Vertrag von Lissabon hätten nur noch zwei Drittel der Mitgliedsländer einen Kommissar aufstellen können, was der Europäische Rat aber zunächst aufschob. So wurde die Kommission nicht verkleinert, weshalb sich Juncker das Prinzip der Cluster (s. u.) ausgedacht hat.
Am 30. August nominierte der Rat der Regierungschefs nach langwierigen Besprechungen Federica Mogherini als EU-Außenbeauftragte. Damit war der Weg frei für die Aufteilung der restlichen Kommissarsposten.
Junckers Kommissionsvorschlag wurde schließlich am 10. September 2014 präsentiert, die Kandidaten standen ab dem 29. September dem Parlament Frage und Antwort. Dabei wurden einige Kandidaten besonders kritisiert: Pierre Moscovici aufgrund seiner Politik als französischer Finanzminister, Tibor Navracsics aufgrund der Mediengesetze in Ungarn, Jonathan Hill und Miguel Cañete aufgrund vermuteter Unvereinbarkeiten und Alenka Bratušek aufgrund ihres von den Abgeordneten attestierten Unwissens auf ihrem Gebiet sowie ihrer zweifellos problematischen Eigennominierung.
Bratušek, die am 8. Oktober vom zuständigen Parlamentsausschuss mit großer Mehrheit abgelehnt wurde, gab einen Tag später ihren Rücktritt von der Kandidatur bekannt. Während die SPE darauf hoffte, dass Slowenien die sozialdemokratische Tanja Fajon nachnominieren würde, setzte der Regierungschef die Liberale Violeta Bulc durch. Auch Tibor Navracsics wurde zumindest vom Kulturausschuss abgelehnt, er konnte nach Ansicht der Abgeordneten aber ein anderes Portfolio in der Kommission übernehmen.

## Mitglieder der Kommission
Die folgende Tabelle führt die Mitglieder der Kommission auf. Aktuell (Stand Juni 2017) haben sechs Kommissionsmitglieder den Rang eines Vizepräsidenten.
| Ressort/Amt | Kommissar/-in         | Mitgliedstaat          | nationale Partei | europäische Partei | Bild                  |
| --- | --------------------- | ---------------------- | ---------------- | ------------------ | --------------------- |
| Präsident | Jean-Claude Juncker   | Luxemburg              | CSV              | EVP                | Jean-Claude Juncker   |
| Bessere Rechtssetzung, interinstitutionelle Beziehungen, Rechtsstaatlichkeit und Grundrechtecharta Erster Vizepräsident und Stellvertreter von Juncker | Frans Timmermans      | Niederlande            | PvdA             | SPE                | Frans Timmermans      |
| Hohe Vertreterin für Außen- und Sicherheitspolitik Vizepräsidentin                                                                                     | Federica Mogherini    | Italien                | PD               | SPE                | Federica Mogherini    |
| Digitaler Binnenmarkt Vizepräsident | Andrus Ansip          | Estland                | RE               | ALDE               | Andrus Ansip          |
| Energieunion Vizepräsident | Maroš Šefčovič        | Slowakei               | SMER             | SPE                | Maroš Šefčovič        |
| Euro und sozialer Dialog Vizepräsident | Valdis Dombrovskis    | Lettland               | Vienotība        | EVP                | Valdis Dombrovskis    |
| Arbeitsplätze, Wachstum, Investitionen und Wettbewerbsfähigkeit Vizepräsident                                                                          | Jyrki Katainen        | Finnland               | KOK              | EVP                | Jyrki Katainen        |
| Haushalt und Personal | Günther Oettinger     | Deutschland            | CDU              | EVP                | Günther Oettinger     |
| Landwirtschaft und ländliche Entwicklung | Phil Hogan            | Irland                 | FG               | EVP                |                       |
| Klimaschutz und Energie | Miguel Arias Cañete   | Spanien                | PP               | EVP                | Miguel Arias Cañete   |
| Wettbewerb | Margrethe Vestager    | Dänemark               | RV               | ALDE               | Margrethe Vestager    |
| Wirtschafts- und Finanzangelegenheiten, Steuern und Zollunion                                                                                          | Pierre Moscovici      | Frankreich             | PS               | SPE                | Pierre Moscovici      |
| Bildung, Kultur, Jugend und Sport | Tibor Navracsics      | Ungarn                 | Fidesz           | EVP                | Tibor Navracsics      |
| Beschäftigung, soziale Angelegenheiten, Qualifikationen und Mobilität der Arbeitnehmer                                                                 | Marianne Thyssen      | Belgien                | CD&V             | EVP                | Marianne Thyssen      |
| Umwelt, Maritime Angelegenheiten und Fischerei | Karmenu Vella         | Malta                  | MLP              | SPE                | Karmenu Vella         |
| Europäische Nachbarschaftspolitik und Erweiterungsverhandlungen                                                                                        | Johannes Hahn         | Österreich             | ÖVP              | EVP                | Johannes Hahn         |
| Sicherheitsunion | Julian King           | Vereinigtes Königreich | unabhängig       |                    | Julian King           |
| Gesundheit und Lebensmittelsicherheit | Vytenis Andriukaitis  | Litauen                | LSDP             | SPE                | Vytenis Andriukaitis  |
| Humanitäre Hilfe und Krisenschutz | Christos Stylianides  | Zypern                 | DISY             | EVP                | Christos Stylianides  |
| Binnenmarkt, Industrie, Unternehmertum und KMU | Elżbieta Bieńkowska   | Polen                  | PO               | EVP                | Elżbieta Bieńkowska   |
| Internationale Zusammenarbeit und Entwicklung | Neven Mimica          | Kroatien               | SDP              | SPE                | Neven Mimica          |
| Justiz, Verbraucher und Gleichstellungsfragen | Věra Jourová          | Tschechien             | ANO 2011         | ALDE               | (kein Foto vorhanden) |
| Migration, Inneres und Bürgerschaft | Dimitris Avramopoulos | Griechenland           | ND               | EVP                | Dimitris Avramopoulos |
| Regionalpolitik | Corina Crețu          | Rumänien               | PSD              | SPE                | Corina Crețu          |
| Forschung, Wissenschaft und Innovation | Carlos Moedas         | Portugal               | PSD              | EVP                | Carlos Moedas         |
| Handel | Cecilia Malmström     | Schweden               | FL               | ALDE               | Cecilia Malmström     |
| Verkehr und Weltraum | Violeta Bulc          | Slowenien              | SMC              | ALDE               | Violeta Bulc          |
| Digitale Wirtschaft und Gesellschaft | Marija Gabriel        | Bulgarien              | GERB             | EVP                |                       |

| Die Farben zeigen die Zugehörigkeit zu den europäischen Parteien an: EVP (14) SPE (8) ALDE (5) AEKR (1) |

## Cluster
Unter den Vize-Präsidenten und den übrigen Kommissaren sollte ein gewisses Maß an Hierarchie etabliert werden. Dafür wurde jedem der ursprünglich sieben Vizepräsidenten ein „Projektteam“ zugeteilt. Diese Projektteams sollen die Arbeit mehrerer Kommissare steuern und koordinieren. So soll jede Initiative eines Kommissars die Unterstützung eines Vizepräsidenten benötigen, um in das Arbeitsprogramm der Kommission einzufließen. Andererseits sollen die Kommissare innerhalb der Teams den Vizepräsidenten „zuarbeiten“, um die definierten Projekte voranzutreiben.
Die Themenkomplexe sind:
- Arbeitsplätze, Wachstum, Investition und Wettbewerbsfähigkeit
- Digitaler Binnenmarkt
- Energieunion und Klimaschutz
- Haushalt und Personal
- Euro und sozialer Dialog
- Außen- und Sicherheitspolitik
- Fragen der besseren Rechtsetzung, interinstitutionelle Beziehungen und Rechtsstaatlichkeit

Die Projektteams sind unterteilt in Mitglieder des jeweiligen Kernteams und Mitglieder die bei Bedarf hinzugezogen werden. Die Teams von Timmermans für die Fragen der besseren Rechtsetzung, interinstitutionelle Beziehungen und Rechtsstaatlichkeit und Georgieva für Haushalt und Personal umfassen dabei jeweils alle Kommissare. Günther Oettinger übernahm von Georgieva 2017 das Ressort für Haushalt und Personal wurde jedoch nicht zum Vizepräsidenten ernannt.
Die anderen Cluster sind wie folgt besetzt:

### Digitaler Binnenmarkt
Vizepräsident: Andrus Ansip
| Mitglied des Kernteams | Mitglied des Bedarfsteams |
| ---------------------- | ------------------------- |
| Elżbieta Bieńkowska    | Vytenis Andriukaitis      |
| Corina Crețu           | Valdis Dombrovskis        |
| Phil Hogan             | Carlos Moedas             |
| Věra Jourová           | Tibor Navracsics          |
| Pierre Moscovici       | Margrethe Vestager        |
| Günther Oettinger      |                           |
| Marianne Thyssen       |                           |

### Euro und sozialer Dialog
Vizepräsident: Valdis Dombrovskis
| Mitglied des Kernteams | Mitglied des Bedarfsteams |
| ---------------------- | ------------------------- |
| Elżbieta Bieńkowska    |                           |
| Corina Crețu           |                           |
| Věra Jourová           |                           |
| Pierre Moscovici       |                           |
| Tibor Navracsics       |                           |
| Marianne Thyssen       |                           |

### Arbeitsplätze, Wachstum, Investition und Wettbewerbsfähigkeit
Vizepräsident: Jyrki Katainen
| Mitglied des Kernteams | Mitglied des Bedarfsteams |
| ---------------------- | ------------------------- |
| Elżbieta Bieńkowska    | Vytenis Andriukaitis      |
| Miguel Arias Cañete    | Dimitris Avramopoulos     |
| Corina Crețu           | Johannes Hahn             |
| Valdis Dombrovskis     | Phil Hogan                |
| Pierre Moscovici       | Věra Jourová              |
| Günther Oettinger      | Cecilia Malmström         |
| Violeta Bulc           | Carlos Moedas             |
| Marianne Thyssen       | Tibor Navracsics          |
|                        | Karmenu Vella             |
|                        | Margrethe Vestager        |

### Energieunion und Klimaschutz
Vizepräsident: Maroš Šefčovič
| Mitglied des Kernteams | Mitglied des Bedarfsteams |
| ---------------------- | ------------------------- |
| Elżbieta Bieńkowska    | Věra Jourová              |
| Miguel Arias Cañete    | Cecilia Malmström         |
| Corina Crețu           | Günther Oettinger         |
| Phil Hogan             | Pierre Moscovici          |
| Karmenu Vella          | Marianne Thyssen          |
| Carlos Moedas          | Margrethe Vestager        |
| Violeta Bulc           |                           |

### Außen- und Sicherheitspolitik
Vizepräsidentin: Federica Mogherini
| Mitglied des Kernteams | Mitglied des Bedarfsteams |
| ---------------------- | ------------------------- |
| Johannes Hahn          | Dimitris Avramopoulos     |
| Cecilia Malmström      | Miguel Arias Cañete       |
| Neven Mimica           | Violeta Bulc              |
| Christos Stylianides   | Julian King               |

## Politische Leitlinien
- Jean-Claude Juncker: „Ein neuer Start für Europa: Meine Agenda für Jobs, Wachstum, Fairness und demokratischen Wandel“. „Politische Leitlinien für die nächste Europäische Kommission“, Straßburg, Juli 2014.